# Озу
Озу (фр. Auzoue) је река у Француској. Дуга је 74 km. Улива се у Gélise. 